# Benno Stops
Benno Stops (ur. 8 lipca 1950 w Neundorfie, zm. 29 sierpnia 2015) – niemiecki lekkoatleta, sprinter. W czasie swojej kariery reprezentował Niemiecką Republikę Demokratyczną.
Specjalizował się w biegu na 400 metrów. Odpadł w półfinale tej konkurencji na halowych mistrzostwach Europy w 1972 w Grenoble. Na kolejnych halowych mistrzostwach Europy w 1973 w Rotterdamie wywalczył na tym dystansie srebrny medal (wyprzedził go jedynie reprezentant Jugosławii Luciano Sušanj). Zajął 5. miejsce w sztafecie 4 × 400 metrów na mistrzostwach Europy w 1974 w Rzymie. 
Stops był mistrzem NRD w sztafecie 4 × 400 metrów w 1973, wicemistrzem w 1972 i 1974 oraz brązowym medalistą w 1976, a także wicemistrzem w biegu na 400 metrów w 1973 i brązowym medalistą w 1974.
Był trzykrotnie rekordzistą NRD w sztafecie 4 × 400 metrów do czasu 3:04,86 osiągniętego 5 sierpnia 1973 w Nicei.
Startował w klubie SC Magdeburg.